# 神姫バス大久保営業所
神姫バス大久保営業所（しんきバス おおくぼえいぎょうしょ）は、兵庫県明石市大久保町高丘に所在する神姫バスの営業所。正式には明石営業所の出張所という扱いで、「明石営業所 大久保出張所」である。
所属車両に付される略号は「久」（「大」はかつての西脇営業所大阪出張所が使用）。

## 概要
明石市交通部（明石市営バス）の高丘車庫を継承し、2006年10月1日に開設された。明石市大久保町の大久保駅に発着する路線の大多数を担当している。
2006年9月末まで、大久保駅やその周辺を通る路線は1・4・12の3つの系統しかなかった。しかし、翌10月に明石市営バスを運行する明石市交通部から路線を譲り受けたことで、受け持つ路線が大幅に増えた。この際、明石営業所や西神営業所の担当する路線と重複しないように系統番号が再度割り振られた。また、神戸市バスからも路線を譲り受けたことがある。
この他、明石市からコミュニティバスの『Tacoバス』の運行（一部のみ）も受託している。
大久保駅発着の系統番号は、2020年10月現在以下のように分けられている。
- 0番台 - 明石駅発着、石ヶ谷方面
- 10番台 - 県道148号方面
- 40番台 - 高丘団地方面

## 所管路線
以下に挙げる路線のうち、1・12系統以外は全て明石市交通部（明石市営バス）から譲り受けたものである。
なお、2012年3月17日のダイヤ改正で80番台の系統番号を朝霧・明舞地区の路線で振り分けた関係で、石ヶ谷方面の路線の系統番号が変更されている。

### 12系統（岩岡西神線）
大久保駅と西神中央駅を結ぶ路線で、神戸市バスから系統番号を含めそのまま引き継いだ（10番台は神戸市西部郊外の路線に主に付けられていた）。
当初から大半の便を西神営業所が担当。この他、主に上岩岡発着便で大久保出張所・加古川営業所（2018年4月より開始）が共同で運行。なお、2023年3月までは明石営業所担当が存在した（翌月より当該便は西神営業所へ持ち替え）。
1999年までは明石駅始発となる便もあり、明石営業所が担当する便もあった。かつては新々田発着の運行系統も存在していた。新々田停留所のスペースが広く取られているのは、かつて新々田での折り返し運行の為の転回スペースだった。
2006年10月1日の高丘地区の路線移譲により、高丘6丁目、高丘車庫前（大久保駅方面のみ）、高丘西口の停留所が新設された。なお高丘6丁目停留所は既存の旧明石市交通部のバス停をそのまま使用している。
大久保駅前再開発前は国道2号線上（神姫バスとは別に乗り場が設けられていた）に乗り場があり、降車場は県道384号線の大久保駅北交差点の北（南行き一方通行の始端）付近に設けられており、大久保駅までかなりの距離を歩かなければならなかった。
大久保駅では「3番のりば」から、西神中央駅では「5番のりば」から発車する。
バス停留所名＝主な経由地
- 大久保駅 - 大久保北 - 大窪宮前 - 山手小学校前 - 山の下 - 高丘西口 - 高丘5丁目 - （←高丘車庫前） - 高丘6丁目 - 天郷 - 上新地 - 岩岡中学校前 - 岩岡出張所前 - 西場 - 上岩岡 - 和田が市 - 新々田弁財天 - 新々田 - 神納 - 神出自然教育園前 - 田井西口 - 田井東口 - 神出南 - 藤原橋 - 高和橋 - 性海寺前 - 西神工業団地口 - 興亜池公園北 - 興亜池公園 - 機械金属団地前 - 西神工業会館 - 高塚公園前 - 高塚橋 - 西神中央駅前
  - 基本となる経路。半数以上は大久保駅～上岩岡間の区間運転。
  - 早朝深夜に田井西口発着便が、また早朝のみ上岩岡→西神中央駅の便が設定されている。
- 大久保駅 - 大久保北 - 大窪宮前 - 山手小学校前 - 山の下 - 高丘西口 - 高丘5丁目 - （←高丘車庫前） - 高丘6丁目 - 天郷 - 上新地 - 岩岡中学校前 - 岩岡出張所前 - 西場 - 上岩岡 - 和田が市 - 新々田弁財天 - 新々田北 - 池下 - 吉生口 - 神出北 - 田井中央公園前 - 田井東口 - 神出南 - 藤原橋 - 高和橋 - 性海寺前 - 西神工業団地口 - 興亜池公園北 - 興亜池公園 - 機械金属団地前 - 西神工業会館 - 高塚公園前 - 高塚橋 - 西神中央駅前
  - 新々田地区で北に迂回する系統。かつての83系統（加古川駅 - 西神中央駅）に当たる。2003年に廃止された際、神戸市内区間の補完のために神戸市バスが設定した（ただし当時は上岩岡以東のみ）。大久保駅始発になったのは2006年、神姫バスに譲渡されてから。なお、神戸市交通局の頃の当該系統は小型車での運行だった。2022年4月から2024年3月まで朝ラッシュに大久保駅発田井中央公園前行きが存在した。
- 大久保駅 - 大久保北 - 大窪宮前 - 山手小学校前 - 山の下 - 高丘西口 - 高丘5丁目 - （←高丘車庫前） - 高丘6丁目 - 天郷 - 西脇 - 北場 - 竜が岡4丁目 - 福吉 - 秋田 - 寺下 - 寺上 - 西上村 - 上村 - 上岩岡北 - 和田が市 - 新々田弁財天 - 新々田 - 神納 - 神出自然教育園前 - 田井西口 - 田井東口 - 神出南 - 藤原橋 - 高和橋 - 性海寺前 - 西神工業団地口 - 興亜池公園北 - 興亜池公園 - 機械金属団地前 - 西神工業会館 - 高塚公園前 - 高塚橋 - 西神中央駅前
  - 天郷 - 和田が市間でルートが異なる系統。上岩岡停留所は経由せず、上岩岡北交差点で直進し西神方面へ運転される。2023年4月改正以降は平日の西神中央駅前行きのみ。
- 大久保駅 - 大久保北 - 大窪宮前 - 山手小学校前 - 山の下 - 高丘西口 - 高丘5丁目 - （←高丘車庫前） - 高丘6丁目 - 天郷 - 西脇 - 北場 - 竜が岡4丁目 - 福吉 - 秋田 - 寺下 - 寺上 - 西上村 - 上村 - 上岩岡北 - 上岩岡
  - 2023年4月より一部便は福吉発着となるが、2025年4月より大久保駅発のみ福吉～秋田間が延長される[2]。
  - 上岩岡発着便は、かつて稲美町の六十丁まで足を延ばしていた。
- 大久保駅 - 大久保北 - 大窪宮前 - 山手小学校前 - 山の下 - 高丘西口 - 高丘5丁目 - （←高丘車庫前） - 高丘6丁目 - 天郷 - 上新地 - 岩岡中学校前 - 岩岡出張所前 - 西場 - 上岩岡 - 和田が市 - 新々田弁財天 - 新々田 - 神納 - 神出自然教育園前 - 田井西口 - 田井東口 - 神出南 - 西神墓園 - 藤原橋 - 高和橋 - 性海寺前 - 西神工業団地口 - 興亜池公園北 - 興亜池公園 - 機械金属団地前 - 西神工業会館 - 高塚公園前 - 高塚橋 - 西神中央駅前
  - 2022年4月より土休日のみ運転されている、西神墓園へ乗り入れる系統。すべて西神営業所の担当。
  - なお、この系統が新設されたことで旧12系統（西神中央駅前 - 食品団地前 - 西神墓園）は運行休止となっている。
- 【直通】大久保駅 - 福吉西 - ナブテスコ西神工場
- 大久保駅 - 大久保北 - 大窪宮前 - 山手小学校前 - 山の下 - 高丘西口 - 高丘5丁目 - （←高丘車庫前） - 高丘6丁目 - 天郷 - 西脇 - 北場 - 竜が岡4丁目 - 福吉西 - ナブテスコ西神工場
  - 2023年4月より運行開始[3]したナブテスコ西神工場への通勤系統。ナブテスコ西神工場行きは朝に直通便のみ運転、大久保駅行きは平日夕方に各停便・直通便、毎日朝に各停便を運転。

### 石ヶ谷方面
3系統
- 大久保駅 - 大久保市民センター前 - 大久保東 - 岡田郵便局前 - 明石北高校前 - 石ヶ谷墓園口 - 石ヶ谷墓園事務所前 - 石ヶ谷墓園 - 石ヶ谷墓園北 
  - 土曜日・休日のみ運行。
  - 2012年3月17日のダイヤ改正で、和坂経由から貴崎経由に経路が変更し、明石国道本町にも停車するようになった。また、ダイヤ改正前は84系統を名乗っていた。
  - 2024年4月ダイヤ改正で明石駅～大久保駅間が区間短縮された。
  - 盆や彼岸といった墓参のシーズンには、大久保駅発着の臨時便も運行される（同様に「3系統」を名乗る）。
  - 明石営業所が臨時便を担当する際、以前は『臨時○（号車）』といった標識板を掲示していたが、現在は標識板の掲示が無くなり、行先表示に『臨時　石ヶ谷墓園（墓参バス）』・『臨時　大久保駅（墓参バス）』・『臨時　明石駅西口（墓参バス）』と表示されるようになった。

6系統
- 大久保駅 - 大久保市民センター前 - 大久保東 - 岡田郵便局前 - 明石北高校前 - 石ヶ谷墓園口 - 養護学校前 - 明石中央体育会館
  - 2012年3月17日のダイヤ改正で83系統から改番し、和坂経由から貴崎経由に運行経路が変更し、明石国道本町にも停車するようになった。
  - 大久保駅発着の便もある（上記のダイヤ改正までは85系統を名乗っていた）。
  - 2019年3月をもって明石駅乗り入れを終了し、以降は大久保駅発着に統一された。(明石～大久保間は貴崎経由であった)
- 大久保駅 - 大久保市民センター前 - 大久保東 - 岡田郵便局前 - 明石北高校前 - 石ヶ谷墓園口 - (←養護学校前←明石中央体育会館←養護学校前) - 明石クリーンセンター
  - 2012年3月17日のダイヤ改正で新設された、明石クリーンセンターへの乗り入れ便。朝夕に大久保駅発着の1往復のみ設定されている。また、明石クリーンセンター発のみ明石中央体育会館経由となっている。

のりば一覧
- 明石駅 - 5番のりば
- 西明石駅
  - 石ヶ谷方面 - 2番のりば
  - 明石駅方面 - 3番のりば
- 大久保駅
  - 石ヶ谷方面 - 1番のりば
  - 明石駅方面 - 2番のりば

### 高丘団地方面（大久保駅発着）
明石市交通部からの譲受までは、高丘7丁目を起終点としていた。
大久保駅では「1番のりば」から発車する。
18系統
- 高丘7丁目 → 天郷 → 高丘6丁目 → 高丘車庫前 → 高丘5丁目 → 高丘3丁目 → 中央センター前 → 高丘4丁目 → 高丘4丁目西 → 山の下 → 山手小学校前 → 大窪宮前 → 大久保北 →大久保駅
  - 毎日朝ラッシュ時のみ運行。高丘5丁目が始発となる便もある。

45系統
- 大久保駅 - 大久保市民センター前 - 大久保東 - 岡田郵便局前 - 明石北高校前 - 県営大久保第二住宅前 - 高丘2丁目 - 高丘東小学校前 - 高丘1丁目 - 高丘3丁目 - 中央センター前 - 高丘4丁目 - 高丘4丁目西 - 高丘西口 - 高丘5丁目 - (←高丘車庫前） - 高丘6丁目 - 高丘7丁目 → 天郷 
  - 朝9時台以降に毎時1便の運行。大久保駅行きは一部高丘車庫前始発。
  - 大久保駅行は高丘7丁目→天郷→（高丘巡回）の順に運行。
  - 明石医療センター発の便は、2010年6月1日に新設（2016年4月廃止）。大久保駅を発車すると国道2号を西に進み、大久保西交差点を左折して福田アンダーパスを通り、福田2丁目交差点を左折し、ゆりのき通り2丁目交差点を右折し、明姫大久保交差点を左折して医療センターへ向かっていた（方向幕には『巡回 45 大久保駅⇒医療センター』と表示）。なお、ゆりのき通2丁目停留所は、Tacoバスの停留所と共用。
  - 明石医療センター発高丘行の先頭部分の行先表示は大久保駅到着前までは、「巡回 45 大久保駅北口⇒高丘方面」と表示されている。（大久保駅到着後は通常の45系統と同じく「巡回 45 高丘7･天郷 明石北高 中央センター経由」と表示される。
  - 大久保駅前再開発前（明石市交通部担当時代）は大久保東停留所付近にロータリー（大久保ターミナル）があり、該当系統は当ターミナルで折り返し運行を行っていた。（朝ラッシュ時のみ国道大久保まで乗り入れていたが当時は片道運行だった。）
  - 天郷行きは乗務員の業務削減のため高丘7丁目発車後に回送表示となる。

47系統
- 大久保駅 - 大久保市民センター前 - 大久保東 - 岡田郵便局前 - 明石北高校前 - 県営大久保第二住宅前 - 高丘2丁目 - 高丘東小学校前 - 高丘1丁目 - 高丘3丁目 - 中央センター前 - 高丘4丁目 - 高丘4丁目西
  - 2012年3月17日のダイヤ改正により、大久保駅発高丘4丁目西止まりの系統番号が46から47に変更された。
  - 大久保駅発高丘4丁目西止まりの系統は片道運行（高丘4丁目西発大久保駅行は運行されていない）。
  - 高丘4丁目西止まりはかつて明石市交通部時代に運行されていた『高丘車庫（止）』系統の意味合いが強い。

48系統
- 高丘車庫前 → 高丘5丁目 → 高丘3丁目 → 高丘1丁目 → 高丘東小学校前 → 高丘2丁目 → 県営大久保第二住宅前 → 明石北高校前 → 岡田郵便局前 → 大久保東 → 大久保市民センター前 → 大久保駅
  - 毎日朝のみ、高丘車庫から大久保駅方向のみの片道運行。
  - 一部高丘5丁目始発便が存在。

49系統（高丘循環）
- 大久保駅 → 大久保市民センター前 → 大久保東 → 岡田郵便局前 →明石北高校前 → 県営大久保第二住宅前 → 高丘4丁目 → 中央センター前 → 高丘3丁目 → 高丘1丁目 → 高丘東小学校前 → 高丘2丁目 → 県営大久保第二住宅前 → 明石北高校前 → 岡田郵便局前 → 大久保東 → 大久保市民センター前 → 大久保駅
  - 日中は1時間に1便の運行、朝夕は本数が多くなる。
  - 1度目の明石北高校前発車後に行先表示が『49 高丘循環 明石北高▶中央センター先行』→『49 大久保駅 中央センター▶東小 経由』に変わるため、県営大久保第二住宅前停留所を大久保駅行き表示で2度通過している。

### 山手台方面
大久保駅は「2番のりば」から発車する。
19系統
- 大久保駅 → 大久保北 → 大窪宮前 → 山手小学校前 → 山の下 → 山の下北口 → 山手台口 → 山手台南 → 山手台西 → 山手台 → 山手台口 → 山の下西口 → 山手小学校前 → 大窪宮前 → 大久保北 → 大久保駅
  - 山手台南始発便、山手台止まり便("止表示あり)もある。
  - 19の通常表示。
  - 循環便は1度目の山手台口停留所を出発後行先表示が『19 山手台 大窪宮前▶山の下 経由』→『19 大久保駅 山の下西口▶大窪宮前 経由』に変わる。
- 大久保駅 → 大久保北 → 大窪宮前 → 山手小学校南 → 茜南 → 茜 → 山手台南 → 山手台西 → 山手台 → 茜北 → 茜 → 茜南 → 山手小学校南 → 山手小学校前 → 大窪宮前 → 大久保北 → 大久保駅
  - 2016年10月運行開始。新興住宅地の茜地区を経由しており、ダイヤ改正ごとに山の下経由からの経路変更が増加している。
  - 山手台南始発便、山手台止まり便("止表示あり)もある。
  - 19表示(数字が四角に囲まれている。)。
  - 循環便は1度目の茜南停留所を出発後行先表示が『19 山手台 大窪宮前▶茜南▶茜 経由』→『19 大久保駅 茜南▶山手小南▶大窪宮前 経由』に変わる。これは茜停留所の南行が運行開始当初は存在せず、2018年4月に追加設置されたため[4]であり、茜停留所を大久保駅行き表示で2回通過している。

### 明石駅・西明石駅発着
2024年より43・44系統、2025年より92・93系統にて明石・西神・三木の各営業所と共同運行。

### 三宮・ポーアイキャンパス方面
2014年4月1日に新設された路線で、特急・快速線がある。
2020年4月より高丘4丁目南・竜が岡中央公園前・大久保インター前の3停留所が新設され、それにより竜が岡方面へと経路変更された。それより前は天郷から第二神明道路・阪神高速7号北神戸線経由で三宮に向かったり、上岩岡方面経由で玉津インターから第二神明を経由していた。運賃は高丘6丁目・天郷～三宮・ポーアイキャンパスが610円(三宮〜吉尾インターまでの旧運賃と同じ、交通系ICカードも使用可能)、宮下1丁目・伊川谷インター～三宮・ポーアイキャンパスが560円(三宮〜産団協前・神戸複産団地口までの旧運賃と同じ、交通系ICカードも使用可能)。
特急線:高丘6丁目→天郷→宮下1丁目→宮下南→宮下2丁目→宮下3丁目→長畑西→長畑東→二ツ屋北→二ツ屋公園前→西建設事務所前→水谷2丁目→和井取→白水1丁目東→北別府5丁目→丁の山公園→伊川谷インター前→阪神三宮東口→ポーアイキャンパス東口→ポーアイキャンパス
快速線は伊川谷インター前から北別府3丁目・上脇・大津和・神戸学院大学口・神戸学院大学（有瀬キャンパス）経由。
全てが特高車(トイレ無し)で運行されるが、シートベルト付きの一般路線車(旧淡路交通車)が運用代走する場合がある。

### Tacoバス
西明石北ルート（第1ルート・アザラシ）
- JR西明石駅 → 鳥羽宮東 → 沢野 → 野々池中学校 → 明石南高校南 → JR西明石駅
  - 始発便は沢野始発、最終便は明石南高校南止が設定されている。
  - 2021年4月より、運行経路が変更され、「 鳥羽宮東、沢野南、小久保6丁目」に新規停車を開始した。この経路変更により、「鳥羽郵便局東」は、西明石駅方面のみ1回停車となった。また、「小久保6丁目」は、休止された神姫バス停留所「鳥羽弁財天」の位置となっている。

西明石南ルート（第2ルート・イカ）
- JR西明石駅  → （西明石南町）→ 出の上 →（明石こころのホスピタル）→ 藤が丘公民館前 → 山陽藤江駅 →  藤江川北 → （西明石南町） → JR西明石駅 → 卸売市場東 → （西明石南町） → JR西明石駅
  - 一部時間帯は西明石南町・明石こころのホスピタル停留所に停車しない。
  - 行先表示は西明石駅⇒藤江駅間は『2 藤江駅』、藤江駅⇒西明石駅間は『2 西明石駅』、西明石駅～市場方面は『2 卸売方面』、市場⇒西明石駅間は『2 西明石駅』と表示されている。
  - 始発便のみ山陽藤江駅発が設定されている。

谷八木ルート（第5ルート・オットセイ）
- JR大久保駅南口 → 明石医療センター → 山陽藤江駅 → 八木遺跡公園 → 家ノ北 → 明石医療センター → JR大久保駅南口
  - 区間運転系統は存在せず、全便が大久保駅〜山陽藤江駅〜医療センター〜大久保駅の系統のみ存在。

江井ヶ島ルート（第6ルート・カニ）
- JR大久保駅南口 → 江井島サービスコーナー北 → ながさわ江井島酒館 → 家ノ北 → 明石医療センター → JR大久保駅南口
  - 区間運転系統は存在せず、全便が大久保駅〜江井ヶ島方面〜医療センター〜大久保駅の系統のみ存在。
  - 一部の時間帯において、江井ヶ島サービスコーナー停留所で西江井ヶ島ルート（第7ルート・山陽バス運行）との接続が取られている。

## 運行休止路線
2系統（明石高丘線）
- 明石駅 - 明石国道本町 - 明石郵便局前 - 国道西新町 - 硯町 - 宮の上北口 - 宮の上 - 宮の上南口 - 貴崎1丁目 - 貴崎4丁目 - 貴崎小学校前 - 別所町 - 川崎重工西 - 望海中学校前 - （←国道西明石） - （→西明石駅東口） - 西明石駅 - 中谷山 - 森田 - 大久保小学校前 - 大久保市民センター前 - 大久保駅 - 大久保市民センター前 - 大久保東 - 岡田郵便局前 -  明石北高校前 - 県営大久保第二住宅前 - 高丘2丁目 - 高丘東小学校前 - 高丘1丁目 - 高丘3丁目 - 中央センター前 - 高丘4丁目 - 高丘4丁目西 - 高丘西口 - 高丘5丁目 - (←高丘車庫前） - 高丘6丁目 - 高丘7丁目 → 天郷
  - 明石駅行は高丘7丁目→天郷→（高丘巡回）の順に運行。
  - 2012年3月17日のダイヤ改正で和坂（国道2号）経由から貴崎経由に運行経路が変更し、明石国道本町にも停車するようになった。
  - 2014年10月までには大久保駅を経由しない便も運行されており、それは2012年3月16日までは3系統を名乗っていた。
  - 2014年10月より、大久保駅経由から沢野経由に変更したが、2021年4月より6年半振りに大久保駅経由に戻った[5]。この時、『上ヶ池公園前』から『中の番』までの7停留所はいずれも廃止となったが、このうち『鳥羽弁財天』の明石方面行きにはほぼ同一の位置にTacoバスが『小久保六丁目』を新設している。
  - 2024年4月ダイヤ改正で明石駅～大久保駅間が短縮され45系統に統合された。

のりば一覧
- 明石駅 - 5番のりば（降車扱いは西口）
- 西明石駅
  - 高丘団地方面 - 2番のりば
  - 明石駅方面 - 3番のりば
- 大久保駅
  - 高丘団地方面 - 1番のりば
  - 明石駅方面 - 2番のりば

12系統(秋田・吉生口経由/緑が丘駅行き)
- 大久保駅 - 大久保北 - 大窪宮前 - 山手小学校前 - 山の下 - 高丘西口 - 高丘5丁目 - （←高丘車庫前） - 高丘6丁目 - 天郷 - 西脇 - 北場 - 竜が岡4丁目 - 福吉 - 秋田 - 寺下 - 寺上 - 西上村 - 上村 - 上岩岡北 - 和田が市 - 新々田弁財天 - 新々田北 - 池下 - 吉生口 - 神出北 - 田井中央公園前 - 田井東口 - 神出南 - 藤原橋 - 高和橋 - 性海寺前 - 西神工業団地口 - 興亜池公園北 - 興亜池公園 - 機械金属団地前 - 西神工業会館 - 高塚公園前 - 高塚橋 - 西神中央駅前
  - 便数が減少する、秋田と吉生口の双方を経由する系統。2022年現在は休止状態。
  - 2019年9月ダイヤ改正までは大久保行きのみ吉生口を経由していた。
- 大久保駅 - 大久保北 - 大窪宮前 - 山手小学校前 - 山の下 - 高丘西口 - 高丘5丁目 - （←高丘車庫前） - 高丘6丁目 - 天郷 - 上新地 - 岩岡中学校前 - 岩岡出張所前 - 西場 - 上岩岡 - 和田が市 - 新々田弁財天 - 新々田 - 神納 - 神出自然教育園前 - 田井西口 - 田井北口 - 老ノ口 - 神出中学校前 - 雌岡山口 - 金棒池 - 「雄山口西 - 五百蔵 - 雄山口東」 - 緑が丘駅
  - 2014年4月のダイヤ改正で新設された運行系統。これまでの五百蔵止まりを緑が丘駅前まで延伸する形となる。
  - 2016年12月のダイヤ改正で緑が丘駅への乗り入れ終了。

5系統（高丘沢野線）※～2014年10月
- 西明石駅 - 上ヶ池公園前 - 鳥羽弁財天公民館前 - 鳥羽弁財天 - 沢野 - 沢野西 - 松陰 - 中の番 - 明石北高校前 - 県営大久保第二住宅前 - 高丘2丁目 - 高丘東小学校前 - 高丘1丁目 - 高丘3丁目 - 中央センター前 - 高丘4丁目 - 高丘4丁目西 - 高丘西口 - 高丘5丁目 - （←高丘車庫前） - 高丘6丁目 - 高丘7丁目 → 天郷
  - 西明石駅行は高丘7丁目→天郷→（高丘巡回）の順に運行。
  - 2005年開設の11系統（高丘団地を巡回しない・後述）と、明石市交通部からの譲受路線（高丘7丁目まで）を統合してできた路線。
  - 高丘車庫始発便もある。
  - 2014年10月に2系統の経路変更で消滅。

11系統（高丘沢野線）　※2005年4月〜2006年3月　
- 天郷 - 高丘5丁目 - 高丘4丁目西 - 高丘4丁目（南側停留所） - 県営住宅前 - 北高校前 - 中の番 - 松陰 - 沢野西 -沢野 - 弁財天 - 弁財天公民館 - 上ヶ池公園前 - 西明石駅
  - 明石市交通部末期頃に新設された路線。後の5系統の前身となる路線。
  - 高丘地区を巡回せずに、高丘団地南交差点から直接県営住宅方面へ向かう。
  - 当時は大久保出張所は開設しておらず、明石営業所と西神営業所が運行を担当していた。
  - 試験的な意味合いが強く、便数は午前4便、午後5便程度（毎時1便）の運行だった。
  - 朝ラッシュ時に明石市交通部で松陰・沢野方面の便が1便のみ設定されていたが、当路線の開設により松陰・沢野地区の利便性が向上した。
  - 終点の天郷停留所には転回場が設置されておらず、西神車担当の該当車は上岩岡停留所まで回送されて12系統として折り返し、大久保駅からの上岩岡止まりが天郷まで回送され11系統として充当されていた。
  - 明石車は天郷到着後は土山駅まで回送されて1系統として折り返し、明石駅からの土山駅止まりが天郷まで回送されて11系統として充当されていた。一部の明石車充当の11系統は天郷到着後に、第二神明道路経由で神戸学院大学前まで回送された後、55系統に充当されている運用パターンだった。

17系統
- （魚住駅 → 高齢者ふれあいの里魚住 → 長池南 → 長池中 → 明石商業高校前 → 青葉台北 → 古郷 → 北場 → 西脇 → ）高丘7丁目 → 高丘6丁目 → 高丘車庫前 → 高丘5丁目 → 高丘西口 → 山の下 → 山手小学校前 → 大窪宮前 → 大久保北 → 大久保駅
  - 平日の朝のみ運行。魚住駅発は2012年3月17日のダイヤ改正で新設され、2本運行されている。
  - 天郷を経由しないので、高丘7丁目停留所は通常便と逆方向の停留所に停車する。
  - 2019年4月のダイヤ改正で廃止。

46系統（高丘魚住線）（大久保駅〜高丘巡回〜北場〜明商前〜魚住駅）
- 大久保駅 - 大久保市民センター前 - 大久保東 - 岡田郵便局前 - 明石北高校前 - 県営大久保第二住宅前 - 高丘2丁目 - 高丘東小学校前 - 高丘1丁目 - 高丘3丁目 - 中央センター前 - 高丘4丁目 - 高丘4丁目西 - 高丘西口 - 高丘5丁目 - (←高丘車庫前） - 高丘6丁目 - 高丘7丁目 - 西脇 - 北場 - 古郷 - 青葉台北 - 明石商業高校前 - 長池中 - 長池南 - 高齢者ふれあいの里魚住 - 魚住駅
  - 2012年3月17日のダイヤ改正で新設。平日1往復のみ運行される。
  - 当系統の新設により、空白地帯だった古郷（神戸市西区）・長池（明石市魚住町）地区をバスが走るようになり、当該地域の利便性が向上した。（それまでは最寄りのTacoバス停留所や12系統の停留所まで歩く必要があった。）
  - 当路線新設前の46系統は大久保駅発高丘4丁目西止まりの系統が使用していた。
  - 2019年10月のダイヤ改正で廃止された。

6系統
- 明石駅（東2番） → らぽす前 → 明石郵便局前 → 国道西新町 → 硯町 → 和坂川崎重工前 → 和坂3丁目 → 松の内 → 西明石駅東口 → 西明石駅（2番） → 上ヶ池公園前 → 鳥羽弁財天公民館前 → 鳥羽弁財天 → 沢野 → 沢野西 → 松陰 → 中の番 → 明石北高校前 → 県営大久保第二住宅前 → 高丘2丁目 → 高丘東小学校前 → 高丘1丁目 → 高丘3丁目 → 中央センター前 → 高丘4丁目 → 高丘4丁目西 → 高丘西口 → 高丘5丁目 → 高丘6丁目 → 高丘7丁目 → 天郷 
  - 平日夕方ラッシュ時のみ運行。2012年3月17日のダイヤ改正で廃止。
  - 現在の「6系統」は明石駅 - 明石中央体育会館・明石クリーンセンター系統が使用。

7系統
- 明石駅（東2番） - （→らぽす前）-  明石国道本町 - 明石郵便局前 - 国道西新町 - 硯町 - 宮の上北口 - 宮の上　- 宮の上南口 - 貴崎1丁目 - 貴崎4丁目 - 貴崎小学校前 - 別所町 - 川崎重工西 - 望海中学校前 - （←国道西明石） - （→西明石駅東口） - 西明石駅 - 中谷山 - 森田 - 大久保小学校前 - 大久保市民センター前 - 大久保駅 - 大久保市民センター前 - 大久保東 - 岡田郵便局前 - 明石北高校前 - 県営大久保第二住宅前 - 高丘2丁目 - 高丘東小学校前 - 高丘1丁目 - 高丘3丁目 - 中央センター前 - 高丘4丁目 - 高丘4丁目西 - 山の下北口 - 山手台口 - 山手台南 → 山手台西 → 山手台
  - 2012年3月17日のダイヤ改正で、和坂経由から貴崎経由に運行経路が変更し、明石国道本町にも停車するようになった。

8系統
- 明石駅（北5番） - 鷹匠町 - 明石陸上競技場前 - 明石公園北口 - 明石市民病院 - 茶園場町 - 西新町1丁目 - 王子 - がんセンター - 明石国道事務所 - 和坂1丁目（旧車庫前） - 宮の上北口 - 宮の上　- 宮の上南口 - 貴崎1丁目 - 貴崎4丁目 - 貴崎小学校前 - 別所町 - 川崎重工西 - 望海中学校前 - （←国道西明石） - （→西明石駅東口） - 西明石駅 - 中谷山 - 森田 - 大久保小学校前 - 大久保市民センター前 - 大久保駅 - 大久保市民センター前 - 大久保東 - 岡田郵便局前 - 明石北高校前 - 県営大久保第二住宅前 - 高丘2丁目 - 高丘東小学校前 - 高丘1丁目 - 高丘3丁目 - 中央センター前 - 高丘4丁目 - 高丘4丁目西 - 山の下北口 - 山手台口 - 山手台南 → 山手台西 → 山手台
  - 朝ラッシュ時は明石駅行きが、昼間時間帯は山手台行きがそれぞれ1便ずつ運行（平日ダイヤのみ）。
  - 2012年3月17日のダイヤ改正で和坂経由から貴崎 - がんセンター経由に運行経路が変更された。それまでは、大久保駅に入らない明石駅行きの片道運行だった。

9系統
- 西明石駅 - 上ヶ池公園前 - 鳥羽弁財天公民館前 - 鳥羽弁財天 - 沢野 - 沢野西 - 松陰 - 中の番 - 明石北高校前 - 県営大久保第二住宅前 - 高丘2丁目 - 高丘東小学校前 - 高丘1丁目 - 高丘3丁目 - 中央センター前 - 高丘4丁目 - 高丘4丁目西 - 山の下北口 - 山手台口 - 山手台南 → 山手台西 → 山手台
  - 明石市交通部からの移譲の際に新設された。